# Sefer Karaer
Sefer Karaer (* 20. Oktober 1956 in Istanbul) ist ein ehemaliger türkischer Fußballspieler und -trainer. Als Eigengewächs und langjähriger Spieler wird er mit Galatasaray Istanbul assoziiert. Er ist der Vater des Fußballspielers Anil Karaer und des TV-Moderators Caner Karaer.

## Spielerkarriere
Karaer begann mit dem Vereinsfußball in der Jugend von Galatasaray Istanbul. Von hier aus wechselte er im Sommer 1979 zum Erstligisten Kayserispor. Bei diesem Verein schaffte er es zwar schnell in die Stammelf, jedoch stieg er mit seiner Mannschaft zum Saisonende in die Türkiye 2. Futbol Ligi ab. Nach einem Jahr in der 2. Lig wechselte Karaer zu seinem alten Verein Galatasaray. Zu Galatasaray gewechselt wurde er vom Cheftrainer auf Anhieb in Brian Birch als Stammspieler eingesetzt und bildete mit Fatih Terim, Raşit Çetiner, Cüneyt Tanman und Ali Çoban die Abwehr seiner Mannschaft. Die Saison beendete er mit seiner Mannschaft als Türkischer Fußballpokalsieger, TSYD-Pokalsieger. Zudem holte er mit seiner Mannschaft den Devlet-Başkanlığı-Pokal. Für die neue Saison holte Galatasaray mit Özkan Sümer einen Cheftrainer. Unter diesem fristete Karaer ein Reservistendasein kam nur sporadisch zu Einsätzen. So wurde er für die Rückrunde an den Ligakonkurrenten Kocaelispor ausgeliehen und die gesamte darauffolgende Saison an den Erstligisten Karagümrük SK.
Im Sommer 1984 übernahm Jupp Derwall bei Galatasaray das Traineramt und behielt Karaer als Ersatzspieler im Mannschaftskader. Karaer absolvierte bis zum Saisonende sieben Ligaspiele und wurde mit seiner Mannschaft zum zweiten Mal Türkischer Fußballpokalsieger. Nachdem er die Hinrunde der Saison 1985/86 bei Galatasaray verbracht hatte, wechselte er zur Rückrunde zu Denizlispor.
Karaer spielte bis zum Sommer 1993 beim Drittligisten Galata SK und beendete anschließend seine Karriere.

## Trainerkarriere
Nach seiner Spielerkarriere entschloss sich Karaer als Trainer weiter zu arbeiten. So arbeitete er von 1993 bis 2007 bei Galatasaray Istanbul als Nachwuchstrainer. In der Saison 2007/08 arbeitete er bei Etimesgut Şekerspor als Co-Trainer. 2008/09 arbeitete er beim Istanbuler Amateurverein Haliç SK als Cheftrainer.

## Erfolge
Mit Galatasaray Istanbul
- Türkischer Pokalsieger: 1981/82, 1984/85
- Devlet-Başkanlığı-Pokal: 1981/82
- Pokal des Türkischen Sportjournalisten-Vereins: 1981/82